# Joseph N. Gallo
Joseph Nicholas Gallo (8 de enero de 1912 - 1 de septiembre de 1995) fue un mafioso neoyorquino que ejerció de consigliere de la familia criminal Gambino bajo tres jefes diferentes.
Joseph N. Gallo no estaba relacionado con Joe Gallo de la familia criminal Colombo.

## Biografía
Joseph N. Gallo nació el 8 de enero de 1912 en Calabria, pero creció en el barrio de Little Italy de Manhattan. Gallo estaba casado y era el padre del socio Gambino Joseph C. Gallo. Joseph N. Gallo y su familia vivían en Mill Basin, Brooklyn y Long Island City, Queens.
En la década de 1930, Gallo fue condenado en Nueva York por juego ilegal.
Con los años, Gallo construyó su base de poder en la industria de la confección de Nueva York. Era propietario de una empresa de fabricación de vestidos en Brooklyn y llegó a controlar la Greater Blouse, Shirt, and Undergarment Association, un grupo comercial.
Gallo también tenía fuertes vínculos con la familia criminal Trafficante de Tampa, Florida, y con el jefe de la familia criminal de Nueva Orleans Carlos Marcello. Gallo representaba con frecuencia a sus líderes en las reuniones de la Cosa Nostra en Nueva York.
A principios de la década de 1970, Gallo sustituyó a Joseph Riccobono como consigliere del jefe Carlo Gambino. Gallo fue considerado como un posible candidato a suceder al enfermo Gambino. Sin embargo, el 21 de febrero de 1974, Gallo sufrió un grave ataque al corazón. Gallo se recuperó de esta enfermedad, pero decidió que no tenía la voluntad ni la resistencia para ser el sucesor de Gambino. Tras la muerte de Gambino en 1976, Gallo continuó como consigliere del jefe Paul Castellano. En 1986, tras el asesinato de Castellano, el nuevo jefe John Gotti también mantuvo a Gallo como consigliere.
El 22 de diciembre de 1987, Gallo fue condenado por cargos de la Ley de Organizaciones Corruptas e Influenciadas por la Mafia que incluían dos cargos de soborno y un cargo de viaje interestatal ilegal para cometer sobornos. En febrero de 1988, Gallo fue condenado a 10 años de prisión federal y a pagar multas por un total de 380.000 dólares. Antes de su sentencia, fue puesto en libertad condicional para pasar unas últimas Navidades con su familia, ya que a su edad cualquier sentencia que se le impusiera habría asegurado su muerte en prisión. Se convirtió en el recluso de mayor edad bajo custodia federal. En 1987, tras la condena de Gallo, Gotti lo sustituyó por el capo Sammy Gravano como consigliere.
En 1995, Gallo salió de la cárcel. El 1 de septiembre de 1995, Gallo murió por causas naturales en Astoria, Queens. Está enterrado en el Cementerio de San Miguel en East Elmhurst, Queens.